# Chinesische Weichschildkröte
Die Chinesische Weichschildkröte (Pelodiscus sinensis) gehört innerhalb der Familie der Weichschildkröten (Trionychidae) zur Gattung der Fernöstlichen Weichschildkröten (Pelodiscus).

## Beschreibung

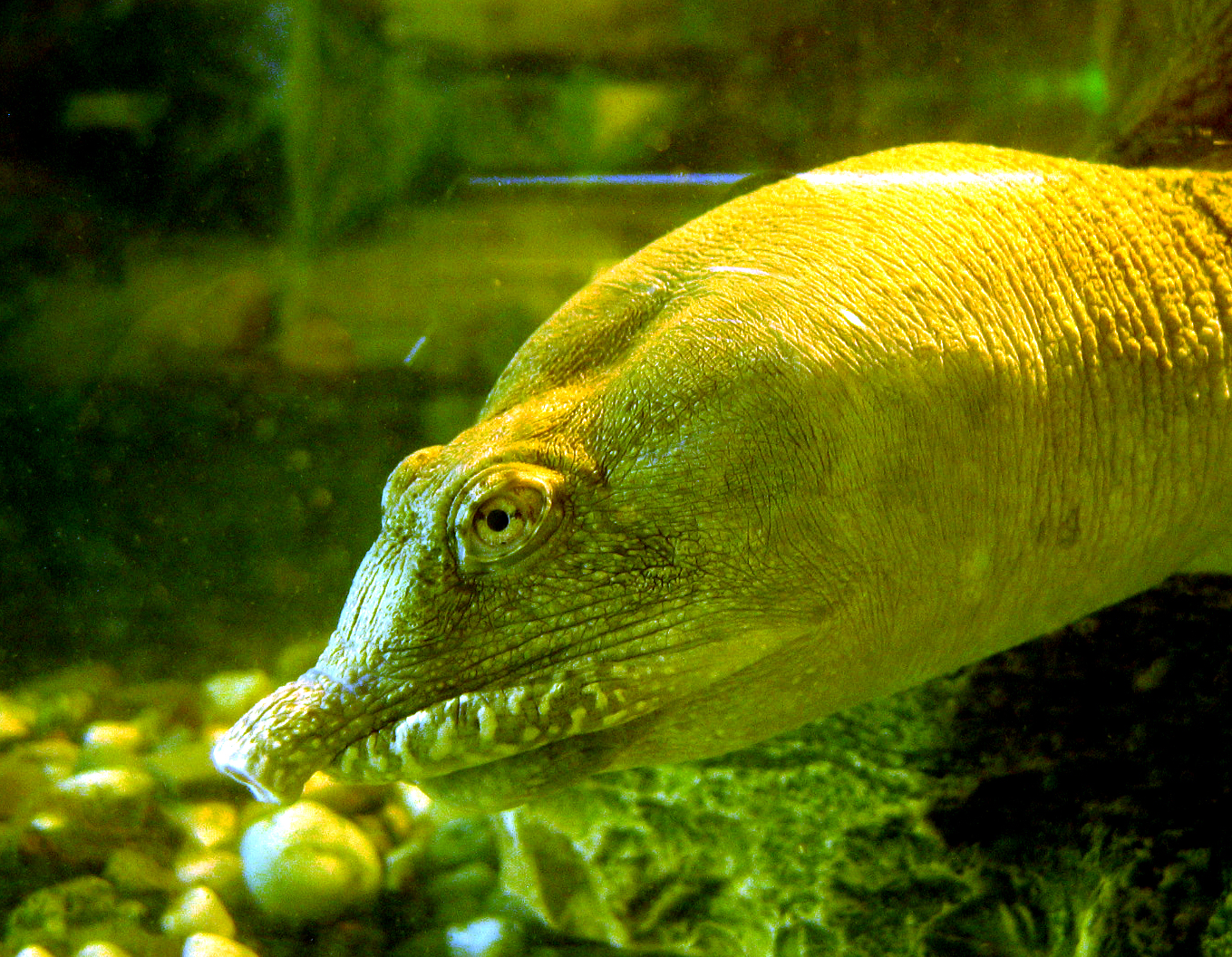
Kopf

Die Chinesische Weichschildkröte erreicht eine Körperlänge von 15 bis 25 Zentimeter. Männchen bleiben mit bis zu 15 Zentimetern deutlich kleiner als Weibchen. Der Carapax ist relativ flach, im vorderen Bereich des Carapax zeigt sich eine Erhebung, eine Art von Höcker. Wie bei allen Weichschildkröten, so ist auch der Panzer der Chinesischen Weichschildkröte nicht starr, sondern weich und biegsam. Die Oberfläche des Carapax ist glatt und zumeist olivgrün bis olivbraun gefärbt. Der ventrale Plastron ist überwiegend weißlich bis cremefarben gefärbt. Das Plastron der juvenilen Tiere ist rot. Wie der Carapax, so wirkt auch der Plastron lederartig. Der Hals ist lang und deutlich dünner als der massige Kopf. Im Kopfbereich, insbesondere unter den Augen zeigen sich einige hellere Flecken. Die Nasenspitze ist zu einem verlängerten Schnorchel umgebildet. Adulte Männchen und Weibchen lassen sich nicht nur anhand der Größe unterscheiden. Beim Männchen ist die Schwanzwurzel deutlich dicker ausgebildet als beim Weibchen. Die Extremitäten enden in langen Zehen, die jeweils mit einer kleinen Kralle versehen sind. Zwischen den Zehen hat die Chinesische Weichschildkröte deutlich sichtbare Schwimmhäute, die sie zu einer sehr guten Schwimmerin machen. Im Zeitraum von Oktober bis März hält die Chinesische Weichschildkröte eine Winterruhe.

## Hybridisierung
Forscher des Senckenberg Forschungsinstituts in Dresden stellten fest, dass es sich bei der ursprünglich beschriebenen Chinesischen Weichschildkröte um keine Art im eigentlichen Sinne handelt. Vielmehr ist sie eine Hybride aus verschiedenen Arten. Eine Genanalyse winziger Gewebestücke der Typusexemplare, die 1834 dem deutschen Zoologen Arend Friedrich August Wiegmann zur erstmaligen Beschreibung der Art Pelodiscus sinensis dienten, wurden unter der Leitung von Uwe Fritz in Dresden durchgeführt. Sie ergab, dass schon das Erbgut der damaligen Chinesischen Weichschildkröten eine Mixtur aus mindestens vier verschiedenen Arten darstellte. Zu Hybridisierung ist es vor allem in den Zuchtfarmen gekommen, in denen die Tiere für den Verzehr gezüchtet werden.

## Verbreitung

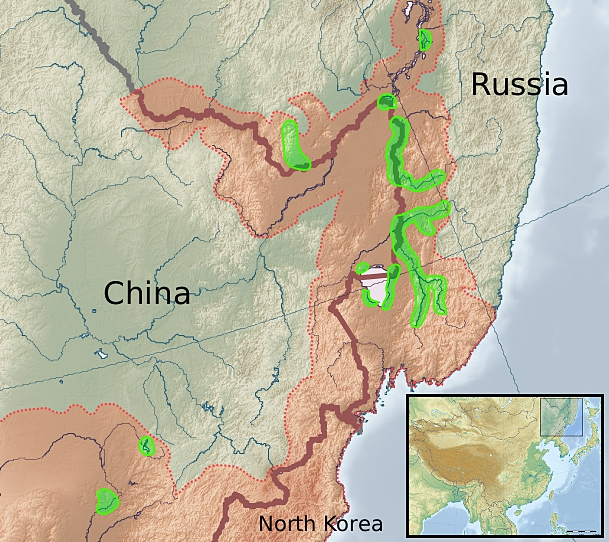
Nördliches Verbreitungsgebiet
aktuell (grün)
ehemalig (braun)

Die Chinesische Weichschildkröte findet ihre Verbreitung in China, Japan, Korea und Vietnam. In China ist sie insbesondere in den Provinzen Jiangsu, Anhui, Hubei, Hunan, Jiangxi, Zhejiang und Henan verbreitet. Als Habitate werden Seen, Teiche, Überschwemmungsgebiete und langsam fließende Bäche und Flüsse bevorzugt. Die überwiegende Zeit leben Chinesische Weichschildkröten im Wasser, nur zum Sonnen und zur Eiablage kommen sie an Land. Im Wasser ruhend ist sie zumeist im Boden eingegraben. Die Gewässer weisen in der Regel einen schlammigen Untergrund auf. Hier kann sich die Schildkröte besonders leicht und schnell eingraben.

## Bedrohung und Schutz

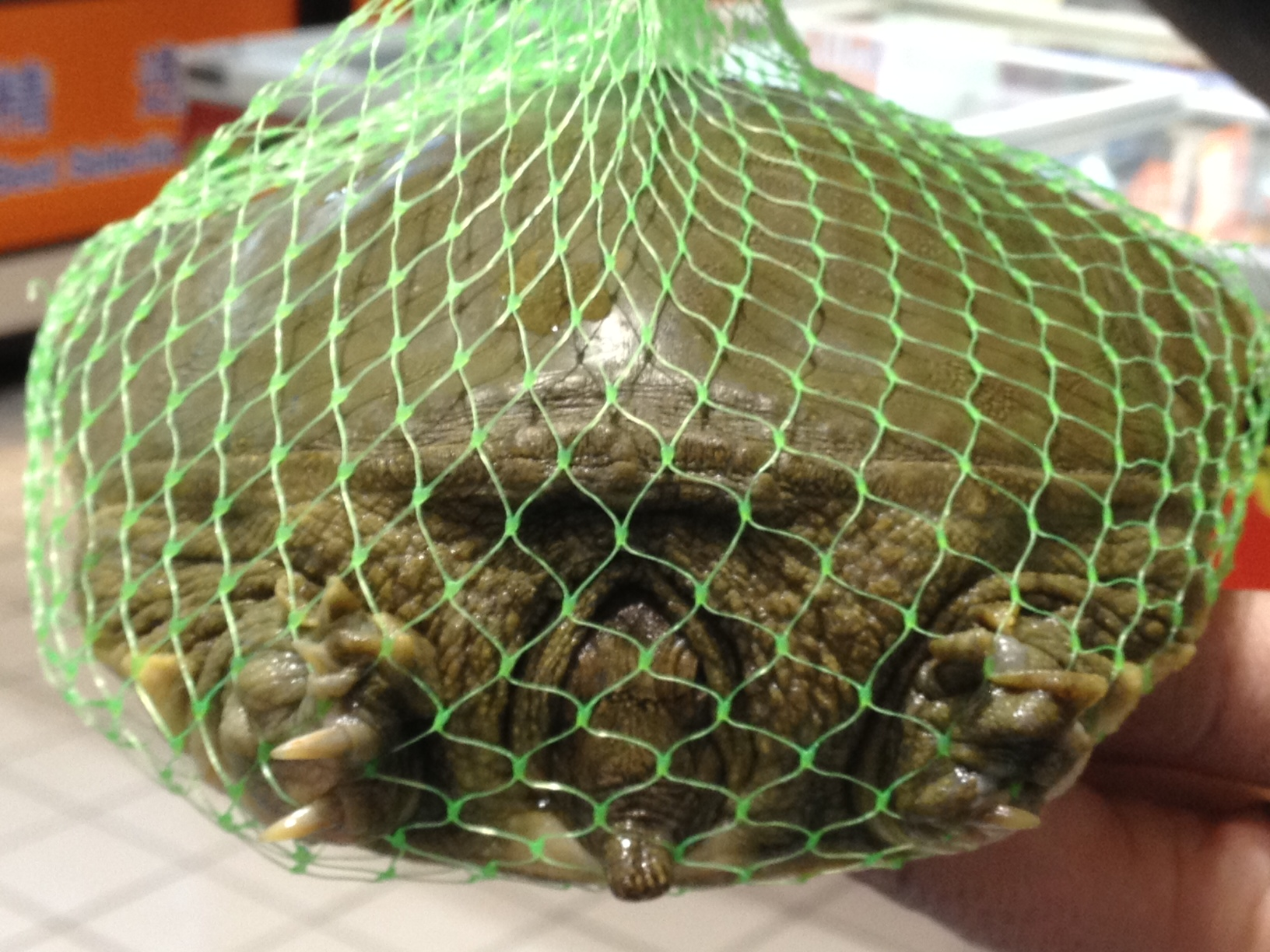
Weichschildkröte in einem Supermarkt in Shanghai

Der Wildbestand der Chinesischen Weichschildkröte steht heute kurz vor der Ausrottung. Insbesondere in China und Taiwan gilt diese Schildkröte als Delikatesse. Auch in der traditionellen Chinesischen Medizin wird die Chinesische Weichschildkröte verwendet. Demzufolge ist die Nachfrage nach diesen Tieren recht hoch, allein die Chinesen verspeisen schätzungsweise 300 Millionen Exemplare jährlich, diese stammen aber hauptsächlich aus Zuchtfarmen. Auch die Vernichtung und Trockenlegung der natürlichen Lebensräume hat zu dieser Misere beigetragen. In der Roten Liste des IUCN wird die Chinesische Weichschildkröte als gefährdet geführt.

## Ernährung
Chinesische Weichschildkröten sind Allesfresser. Zur bevorzugten Nahrung gehören Fische, Schnecken, Würmer, Muscheln, Krebstiere wie Garnelen und Krabben, Insekten und deren Larven sowie Amphibien aller Art. Gelegentlich fressen die Tiere auch Wasserpflanzen. Dies aber nur zu einem kleinen Teil.

## Fortpflanzung
Die Fortpflanzungszeit beginnt in den meisten Verbreitungsgebieten zwischen April und August. Während dieser Zeit kann es zu zwei bis drei Gelegen kommen. In südlichen Gebieten früher als in nördlichen Gegenden. Das Weibchen der Chinesischen Weichschildkröte legt ihre Eier in selbstgegrabene Mulden in Tiefen von bis zu zehn Zentimetern. Die Mulden werden an sandigen und sonnigen Ufern angelegt. Meist einige Meter vom Ufer entfernt, da der Eiablageplatz nicht überschwemmt werden darf. Ein Gelege besteht aus 15 bis 30 Eiern. Die Eier messen 16 bis 24 Millimeter im Durchmesser. Die Jungschildkröten schlüpfen je nach Bruttemperatur nach 60 bis 90 Tagen. In nördlichen Verbreitungsgebieten kann sich der Schlupf auch bis zu 120 Tagen hinziehen. Die Jungtiere weisen eine Carapax-Länge 23 bis 28 Millimeter auf. Mit etwa sechs Jahren sind sie dann geschlechtsreif.